# Grisling
| Portal | Portal:Disney |

Grisling (eng. Piglet) er navnet på en fiktiv karakter i den engelske forfatter A. A. Milnes børnebog Peter Plys (eng. originaltitel Winnie-the-Pooh, udkom i 1926, da. overs. i 1930) samt efterfølgeren Peter Plys og hans venner (eng. The House at Pooh Corner, udkom i 1928, da. overs. i 1931). Grisling er titelkarakteren Peter Plys’ bedste ven.
Karaktererne i Peter Plys er skabt over Milnes søns tøjdyr, og Grisling er således en litterær gendigtning af en lille tøjdyrsgris.
Alle dyrene bor i Hundredmeterskoven, hvor bøgernes handling udspiller sig, og Grisling har sit lille hus i et stort bøgetræ tæt på Peter Plys’ hus. Grisling er lille og spinkel, og det faktum, at den er mærkbart mindre end sine venner, er et væsentligt karaktertræk. Denne fysiske klejnhed afspejler sig også i hans væremåde, idet han er ængstelig, nervøs og let at skræmme. Eksempelvis er den mørkeræd, og han har svært ved at se det spændende ved de farlige væsner, der af og til trænger ind i den ellers trygge verden i Hundredmeterskoven. Men hans lille undselige væsen udnyttes også af forfatteren som en effektfuld kontrast til de store ting, han rent faktisk i perioder formår at udføre, og de problemer han konfronterer og overvinder. På den måde er Grisling en klassisk litteraturhistorisk repræsentant for den lille og undertippede helt, der i egenskab af sin sympatiske menneskelighed sejrer trods stor modgang.
Grisling er tilmed karakteriseret af flere varme og positive egenskaber, hvilket er betydningsfuldt i hans rolle som Peter Plys’ bedste ven. Den er altid venlig og loyal, og dens sociale overskud udmønter sig f.eks. i, at han gerne tager med vennerne på udflugter og ekspeditioner, som han egentlig frygter og helst ville være foruden. Grisling er der altid for de andre, og den forventer ikke noget til gengæld. I forholdet til Peter Plys udgør han den klogeste part, mens Plys kan positionere sig som den modige beskytter af den frygtsomme Grisling. På den måde supplerer de hinanden godt.
Som det også er tilfældet med de andre figurer, er Grislings udseende uadskilleligt fra de to versioner af illustrationer, der findes, og som begge nyder stor folkelig popularitet. E. H. Shepard illustrerede de originale bogudgaver, og de enkle, men udtryksfulde stregtegninger er af mange opfattet som selve sjælen af Milnes elskede univers. I disse oprindelige tegninger, der lagde sig tæt op ad de faktiske tøjdyr, er Grisling meget diskret med hvid hud og mørkegrøn trøje uden ærmer. Siden Disney-koncernen købte rettighederne, er Grisling derimod blevet kendt som en meget lyserød gris med en endnu mere lyserød trøje, som dog er tro mod originalens version uden ærmer. Disneys Grisling har et mere udtryksfuldt ansigt end Shepards original.
Disney har gennem årene produceret flere biograffilm om Peter Plys, og i en af de nyeste, Piglet’s Big Movie fra 2003 (da. Grislings Store Eventyr), har Grisling for første gang fået hovedrollen i en historie, der drejer sig om dens heltemodige bedrifter, som først bliver rigtigt påskønnede, da han er blevet væk.
I 1992 udgav den amerikanske forfatter Benjamin Hoff bogen The Te of Piglet (da. overs. Den tapre Grisling, 1993), som en opfølgning på hans tidligere bestseller Tao of Pooh fra 1982 (da. overs. Peter Plys og hans Tao, 1983). Taoisme er et kinesisk naturfilosofisk system, og i begge bøger introduceres læseren for taoismens principper på en underholdende måde ved hjælp af nogle af A. A. Milnes historier, der fungerer som eksemplificerende hjælpemidler. Te er det kinesiske ord for styrke eller dyd, hvilket Grisling er en oplagt repræsentant for pga. sin lille størrelse og sit store hjerte.
Grislings nuværende danske stemme er indtalt af skuespilleren og tegnefilmsdubberen Lars Thiesgaard.